# Közösségi gyűlés
A közösségi gyűlés a részvételi demokrácia egyik emblematikus eszköze, amely egyesíti magában és tovább fejleszti számos más részvételi alapú eszköz (pl. közmeghallgatás, közösségi tervezés, közvéleménykutatás, népszavazás) előnyeit és tulajdonságait.
A közösségi gyűlés egy adott közösség (település, ország, régió) tagjainak meghatározott számú (jellemzően 40-150 fős), reprezentatív csoportja, akiket véletlenszerűen választanak ki.
A gyűlés résztvevői egy előre meghatározott kérdésben fogalmaznak meg különböző javaslatokat a döntéshozók felé.
A közösségi gyűlés résztvevőinek kiválasztása egy többlépcsős, véletlenszerű kiválasztáson alapuló folyamat.

## A közösségi gyűlések szakaszai

### Ismeretszerzési szakasz
A közösségi gyűlés első szakasza. A téma nagyságától és a gyűlés napjainak számától függően legalább egy, de sok esetben több napig tart. Az ismeretszerzési szakaszban a gyűlés résztvevői előadások vagy írásos anyagok formájában megismerkednek a téma megértéséhez szükséges fogalmakkal és kapcsolódó tényanyaggal, szakértők és érdekcsoportok különböző álláspontjait ismerik meg, és ezeket csoportmunka során, tapasztalt facilitátorok segítségével feldolgozzák.

### Tanácskozási szakasz
Az ismeretszerzési szakaszt követi a tanácskozásnak vagy mérlegelésnek is nevezett szakasz. A tanácskozás a döntés meghozatalát segíti elő. A tanácskozás során a résztvevők részletesen megismerik a többiek véleményeit és szempontjait, és ezeket gondosan mérlegelik. Ezáltal jobban megértik, hogy az adott témában mely pontokon van szükség kompromisszumokra ahhoz, hogy döntés születhessen.

### Döntéshozatal
Az ismeretszerzés és a tanácskozást követően a gyűlés tagjai ötleteket és ajánlásokat fogalmaznak meg a döntéshozók számára.

## Közösségi gyűlések Magyarországon
A közösségi gyűlések módszerét egyre több országban alkalmazzák sikeresen. Magyarországon először a Fővárosi Önkormányzat ültette át a gyakorlatba 2020 őszén, majd 2021 őszén a Miskolci Önkormányzat szervezett közösségi gyűlést. E két gyűlést a DemNet Alapítvánnyal szakmai együttműködésben valósították meg. 

### Budapesti Közösségi Gyűlés: az első közösségi gyűlés Magyarországon
A budapesti gyűlést Klímavészhelyzet van – mit tegyen Budapest? címmel rendezték meg, 50 véletlenszerűen kiválasztott budapesti lakos részvételével 2020 szeptemberében. A gyűlés végén a résztvevők egy nyolc pontból álló javaslatcsomagot fogadtak el.

### Miskolci Közösségi Gyűlés
A miskolci, 2021 őszén tartott gyűlés   témája a levegőminőség kérdése volt, amelynek végén az 50 résztvevő hét javaslatot nyújtott át a város vezetésének.
Budapest az Európai Unióban
A második budapesti közösségi gyűlés (2021-22) témája az volt, hogy mit jelent az Európai Unió részének lenni, milyen elvárásai vannak a Budapesten élőknek, mi a sajátos szerepe, helye fővárosunknak az Európai Unióban.  Ezt a közösségi gyűlést a Fővárosi Önkormányzat az Eötvös Loránd Kutatóhálózat Társadalomtudományi Kutatóközpont részvételével és koordinációjával szervezte meg.
Érdi Közösségi Gyűlés
A 2022 júniusában a DemNet Alapítvánnyal együttműködésben megszervezett közösségi gyűlés témái: a város népességszám-növekedése és az ezzel járó kihívások, infrastruktúra- és szolgáltatási igények.
Harmadik budapesti közösségi gyűlés
2022 szeptemberében zajlott a harmadik közösségi gyűlés a fővárosban. Ez alkalommal is 50 reprezentatívan kiválasztott budapesti tett javaslatokat arra, hogy miként csökkenthető a közlekedésből eredő légszennyező anyagok mennyisége a fővárosban.